# Оперета
Вижте пояснителната страница за други значения на Опера.
Оперетата (на италиански: operetta – „малка опера“) е музикално-драматичен жанр, родствен едновременно с операта и с театъра.
Характерното за оперетните сюжети е, че са по-леки и занимателни, често дори хумористични. В оперетите диалогът се редува с арии и балетни интермедии, а от актьорите се очаква повече пластичност и изразителност, отколкото от класическите оперни певци.
Най-близко до оперетата по същината си е бродуейският мюзикъл с тази разлика, че нейните най-славни образци са от предходна епоха (19 век, особено характерна за Австро-унгарската империя), а нейното сценично действие не е толкова динамично, колкото в мюзиклите.
Сред най-известните композитори на оперетна музика са Имре Калман, Йохан Щраус (син), Франц Лехар, Жак Офенбах, Адолф Адам. Сред най-прочутите оперети са „Прилепът“, „Царицата на чардаша“, „Цигански барон“, „Лелята на Чарли“, „Веселата вдовица“, „Графиня Марица“ и други.
Музикалният театър „Стефан Македонски“ в София е сред традиционните средища на оперетата в България.